# Oppmanna kyrka
Oppmanna kyrka är en kyrkobyggnad i samhället Oppmanna belägen på en höjd i närheten av Oppmannasjön. Den tillhör Oppmanna-Vånga församling i Lunds stift.

## Kyrkobyggnaden
Ursprungliga tegelkyrkan i romansk stil uppfördes på 1100-talet. Under 1400-talet förlängdes kyrkan åt väster och ett vapenhus byggdes till åt söder. Samma århundrade försågs innertaket med valv. 1772 byggdes ett kyrktorn ovanpå västra tillbyggnaden från 1400-talet. Norra korsarmen uppfördes 1805 efter ritningar av murarmästaren Nils Billing i Kristianstad. Vid mitten av 1800-talet övervägde man att riva kyrkan och bygga en ny. Kyrkan bedömdes vara för liten och dessutom förorsakade dåliga grundförhållanden sprickor i tornet som rasade juldagsmorgonen 1852. Istället för att riva kyrkan genomgick den åren 1855 - 1856 en radikal ombyggnad då den breddades och förlängdes åt väster. Norra korsarmen från 1805 inlemmades i det nya och bredare långhuset. I symmetri med norra korsarmen byggdes en ny korsarm åt söder. Ovanför västra ingången byggdes ett nytt torn. Vid en restaurering 1932 byggdes norra korsarmen om till dopkapell. 1955 fick altarväggen en al freskomålning utförd av Bertil Landelius.
Av den ursprungliga kyrkobyggnaden återstår bara koret och den halvrunda absiden som är belägna bakom altarväggen. Målningar från 1200-talet finns i absiden. Ursprungskyrkans kor har ett kryssvalv från 1400-talet som saknar målningar.

## Inventarier
- Dopfunten från omkring 1200 tillskrivs Calcarius[särskiljning behövs]. Funten är smyckad med bilder ur Jesu barndomshistoria som sträcker sig från bebådelsen fram till flykten till Egypten. Funten står i norra korsarmen som numera är ett dopkapell.
- Mittpartiet av ett altarskåp är från omkring 1500. Denna är uppsatt på östra korväggen som skiljer sakristian från kyrkorummet.
- Altaruppsatsen i kyrkans norra korsarm är från 1652. I altaruppsatsens mitt finns en tavla som skildrar Jesu instiftelse av nattvarden. En mindre målning skildrar Jesus som Smärtornas Konung.
- Predikstolen är från slutet av 1500-talet. Dess bildfält har blomsterornament istället för bilder.
- Det fristående altaret av grå granit är från 1969. Altaret smyckas av ett altarbrun från 1969 ritat av Bertil Landelius och vävt av Elisabet Holmer i Vånga.
- I tornet hänger två klockor från 1521 respektive 1904.

### Orgel
- 1866 byggde Johan Nikolaus Söderling, Göteborg en orgel med 12 stämmor.
- Den nuvarande orgeln byggdes 1964 av A. Mårtenssons Orgelfabrik AB, Lund och är en mekanisk orgel. Orgelfasaden härstammar från den första orgeln från 1866. Orgeln har 21 stämmor.

| Huvudverk I         | Svällverk II      | Pedal            | Koppel |
| Principal 8´        | Rörflöjt 8´       | Subbas 16´       | I/P    |
| Gedackt 8'          | Spetsgamba 8'     | Gedacktpommer 8' | II/P   |
| Oktava 4'           | Koppelflöjt 4'    | Oktava 4'        | II/I   |
| Spetsflöjt 4'       | Principal 2'      | Gemshorn 2'      |        |
| Oktava 2'           | Nasat 1 1/3'      | Fagott 16'       |        |
| Sesquialtera 2 chor | Scharf 2 chor     | Skalmeja 4'      |        |
| Mixtur 4-5 chor     | Regal 8'          |                  |        |
| Trumpet 8'          | Crescendosvällare |                  |        |

## Bildgalleri

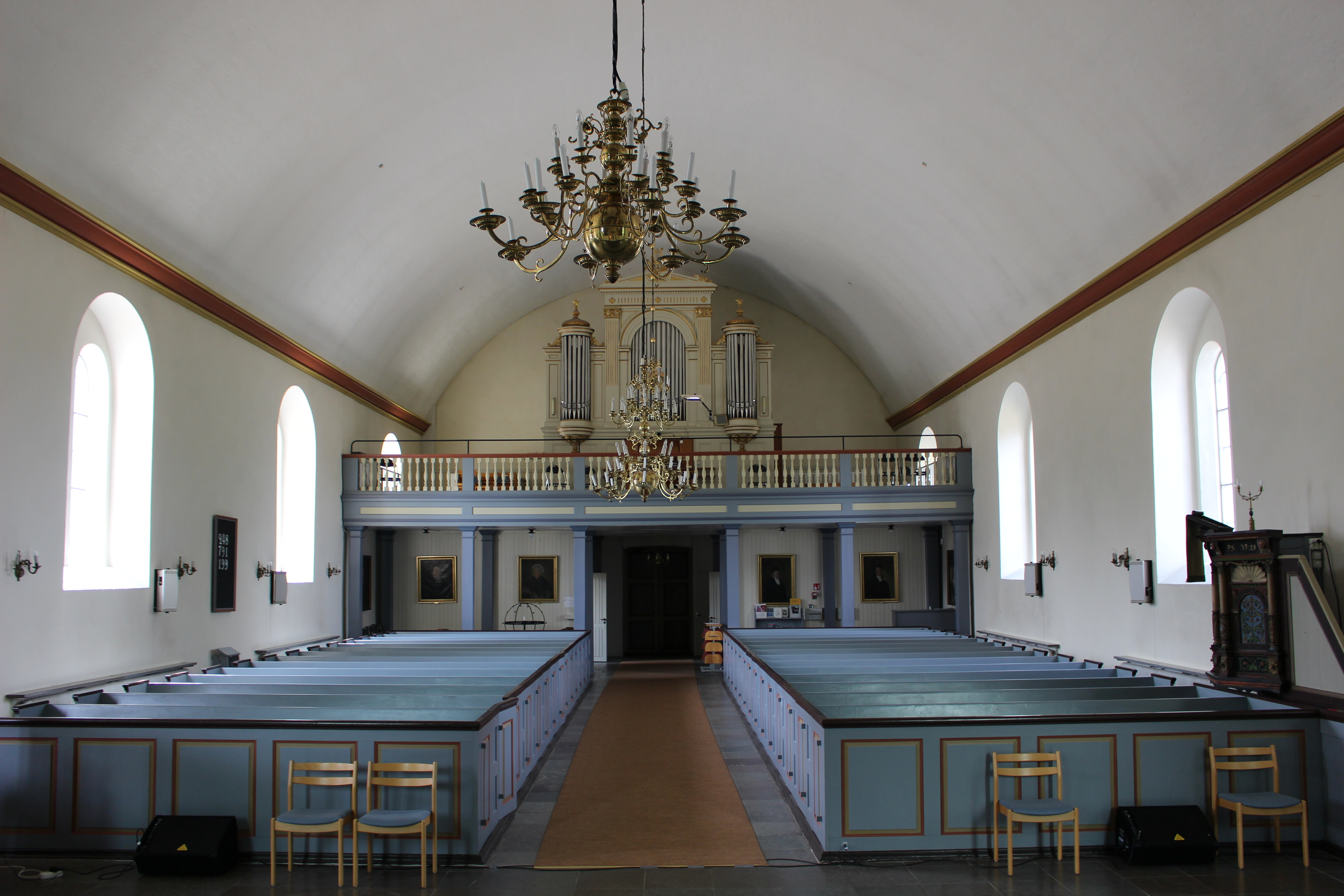
Kyrkorum mot väster
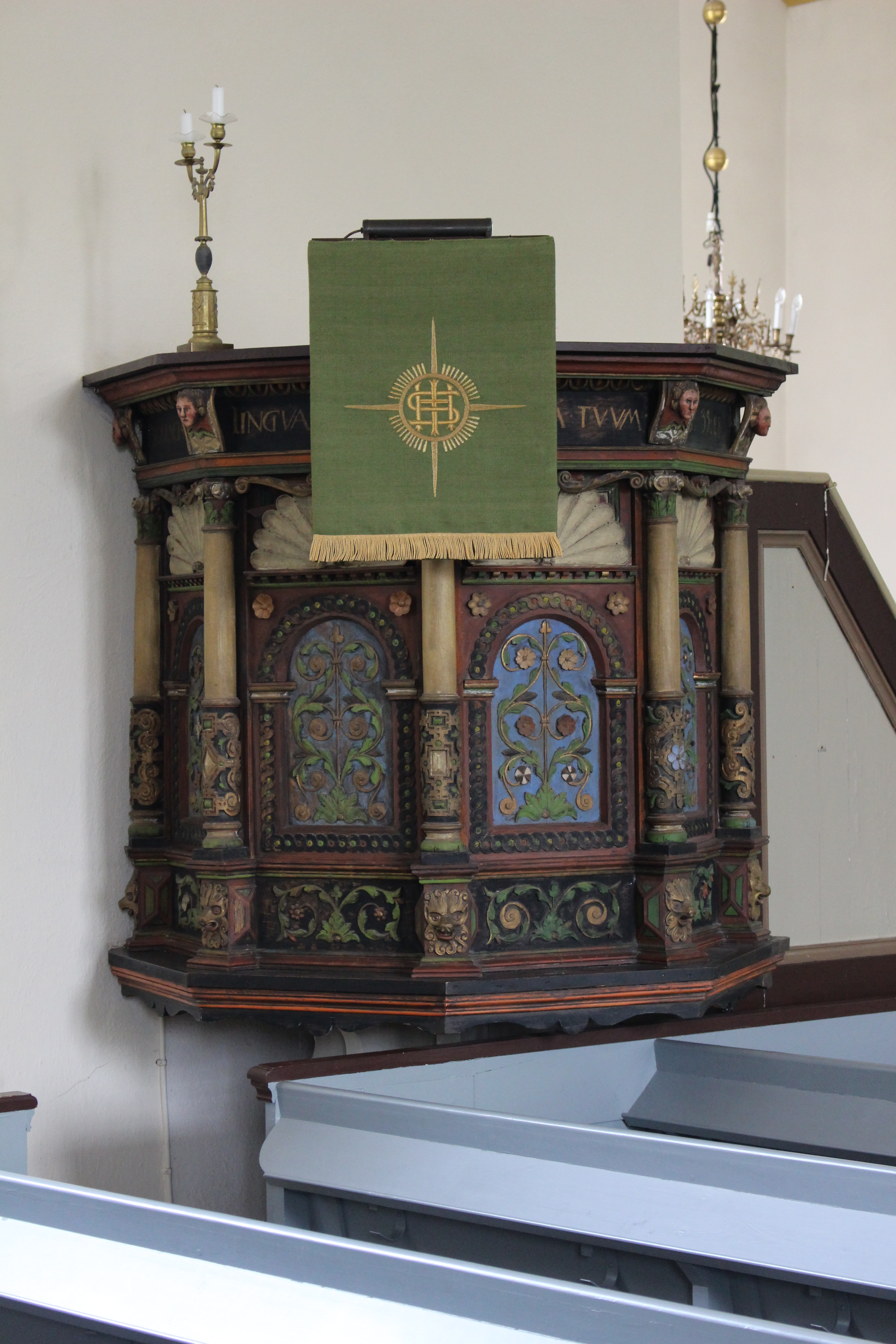
Predikstol
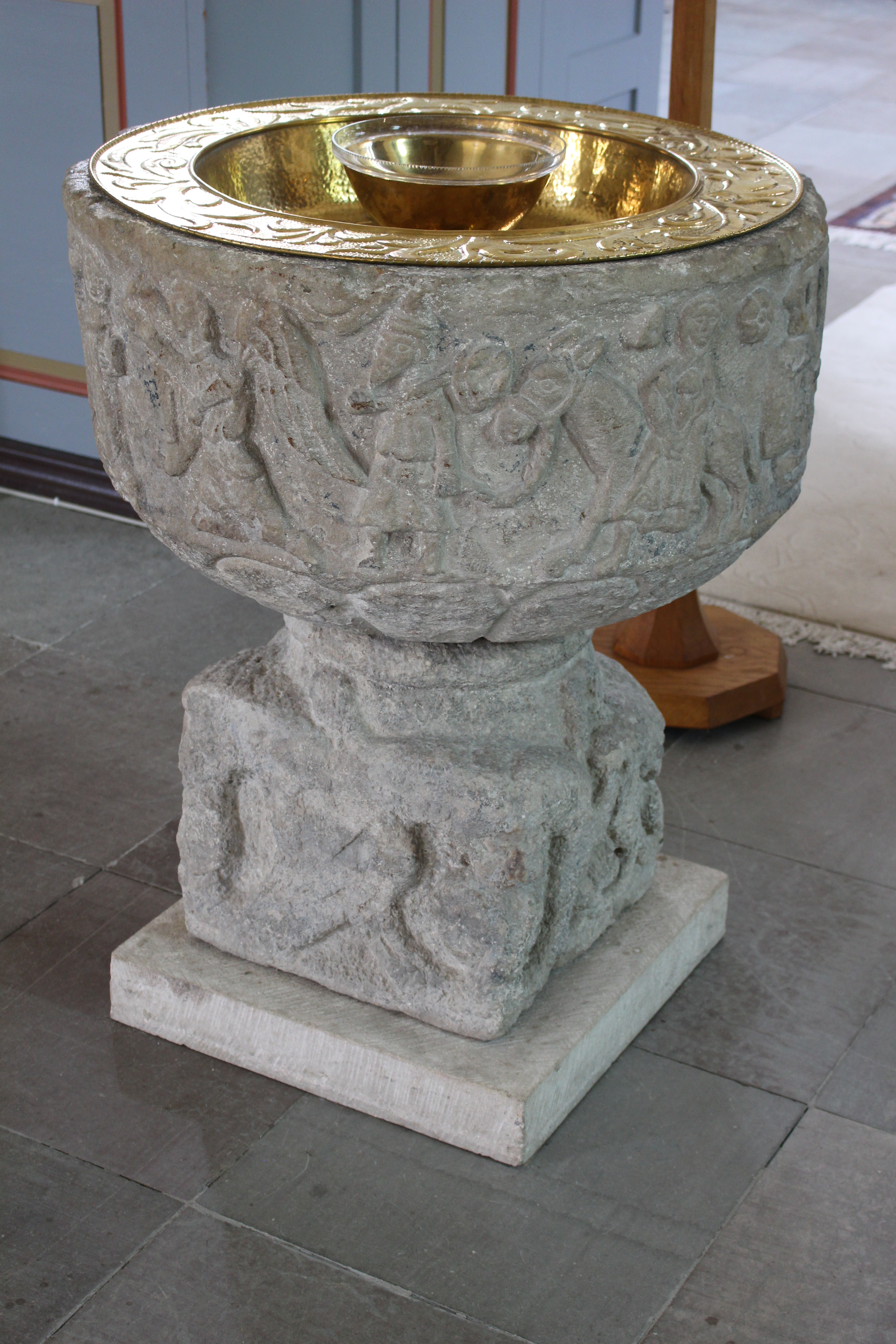
Dopfunt
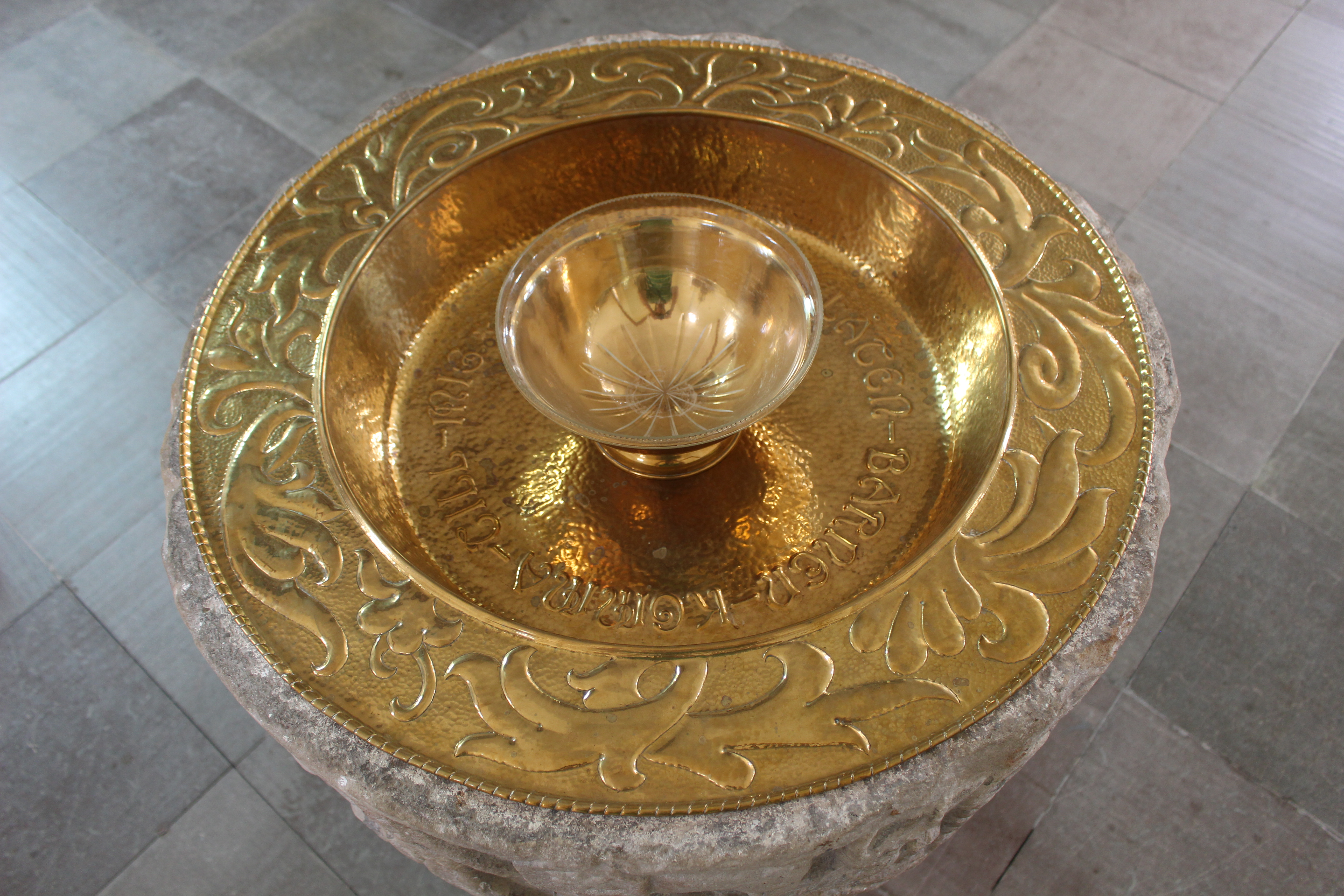
Dopfat
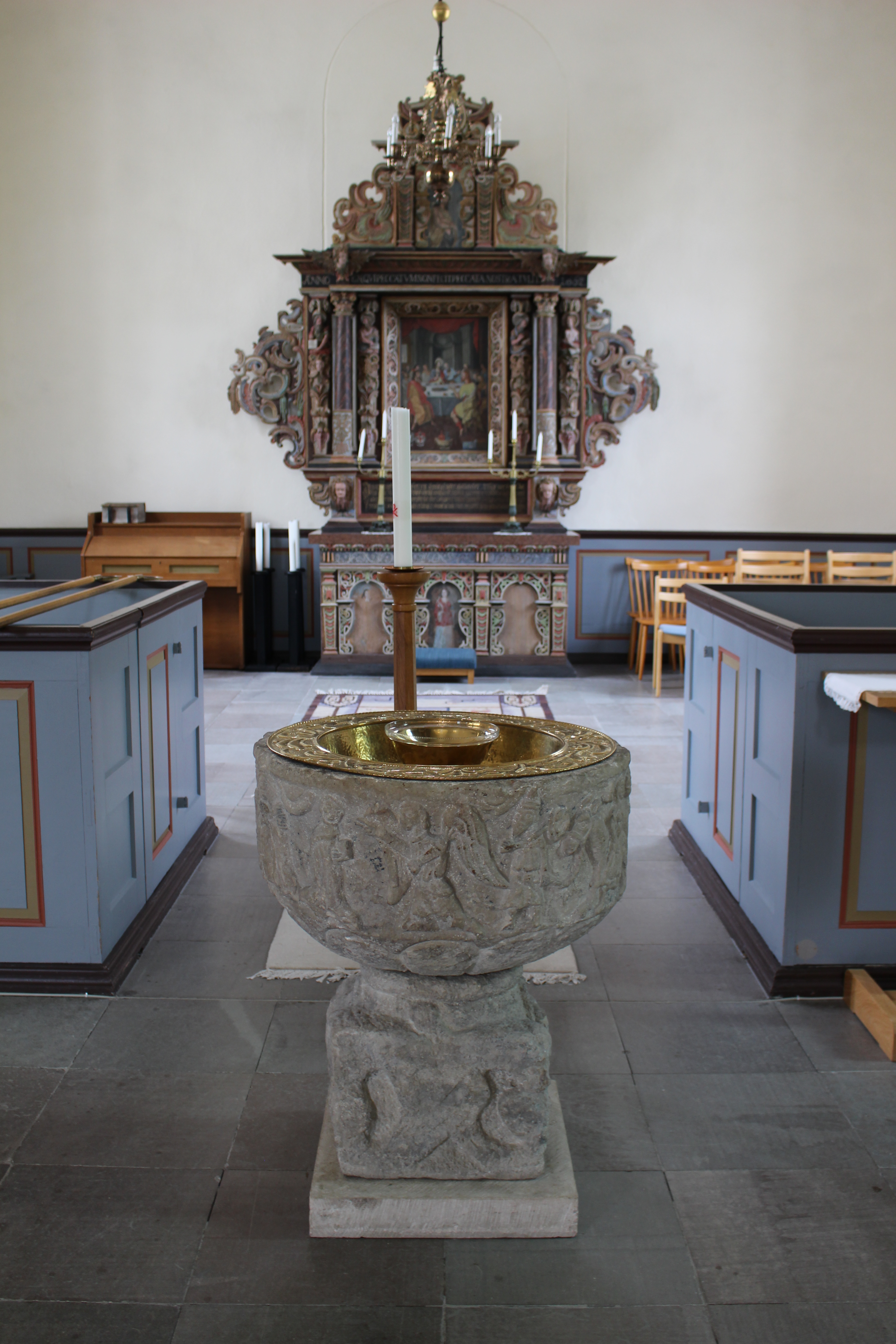
Dopkapell
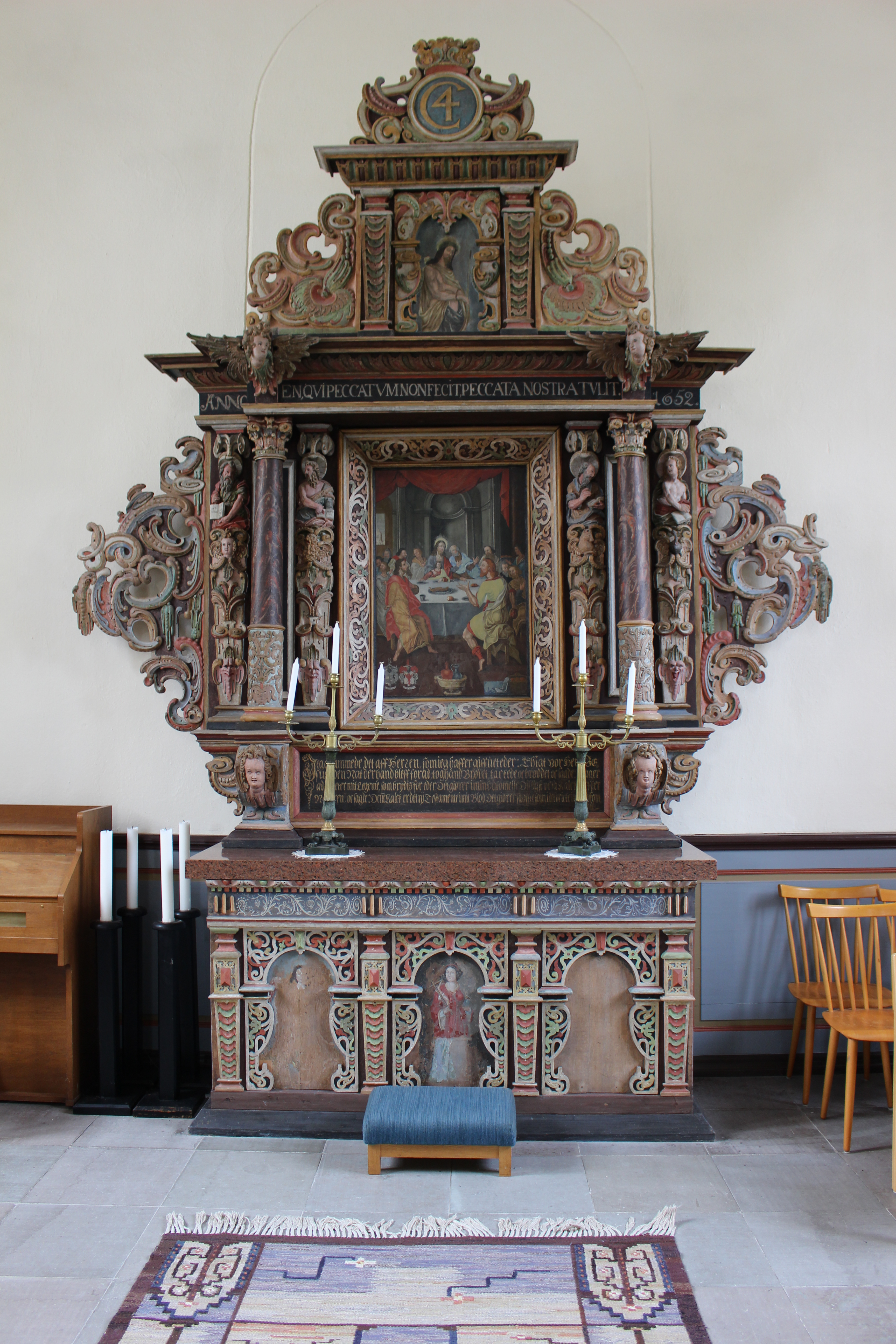
Norra altaret i dopkapellet
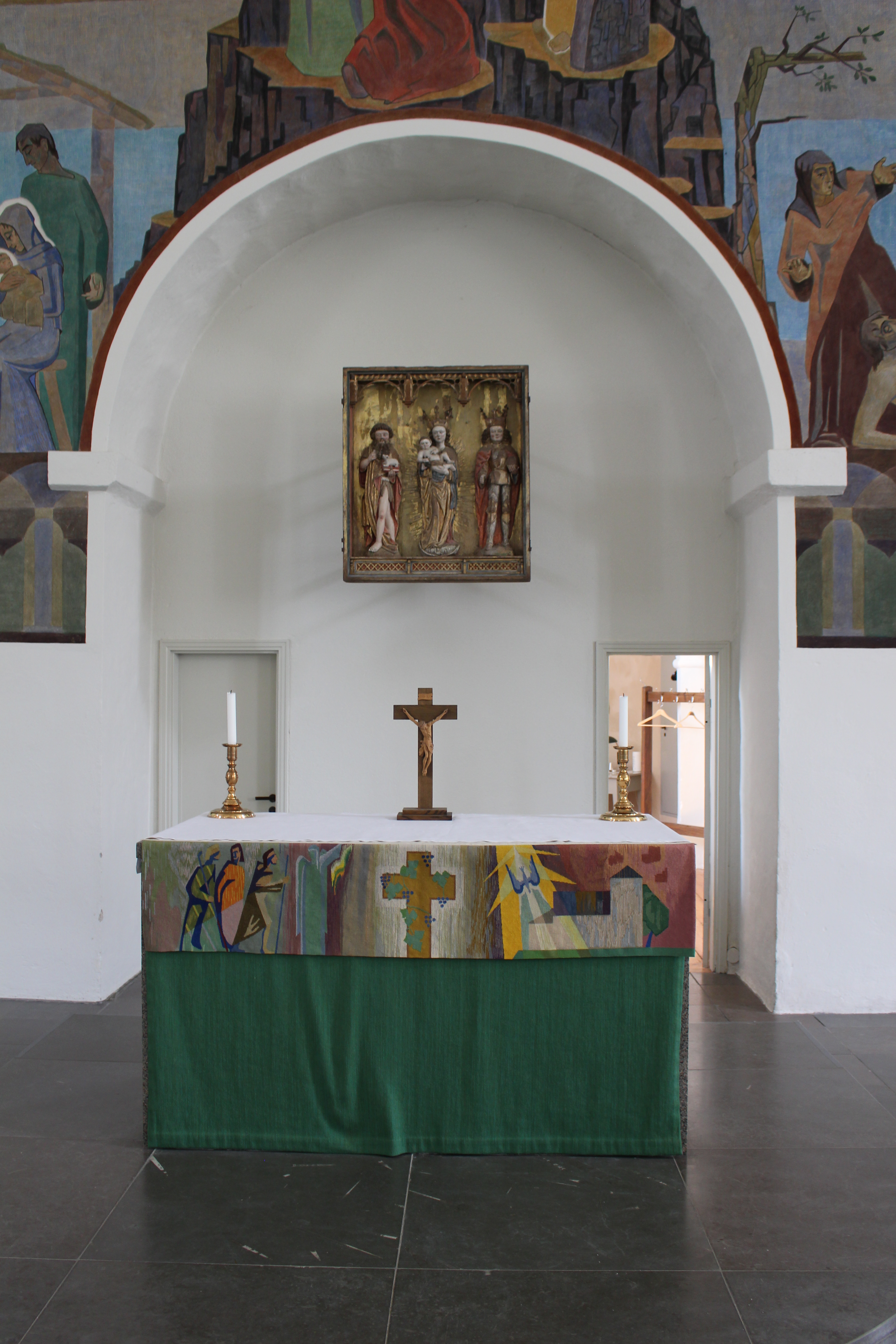
Korets altare i öster
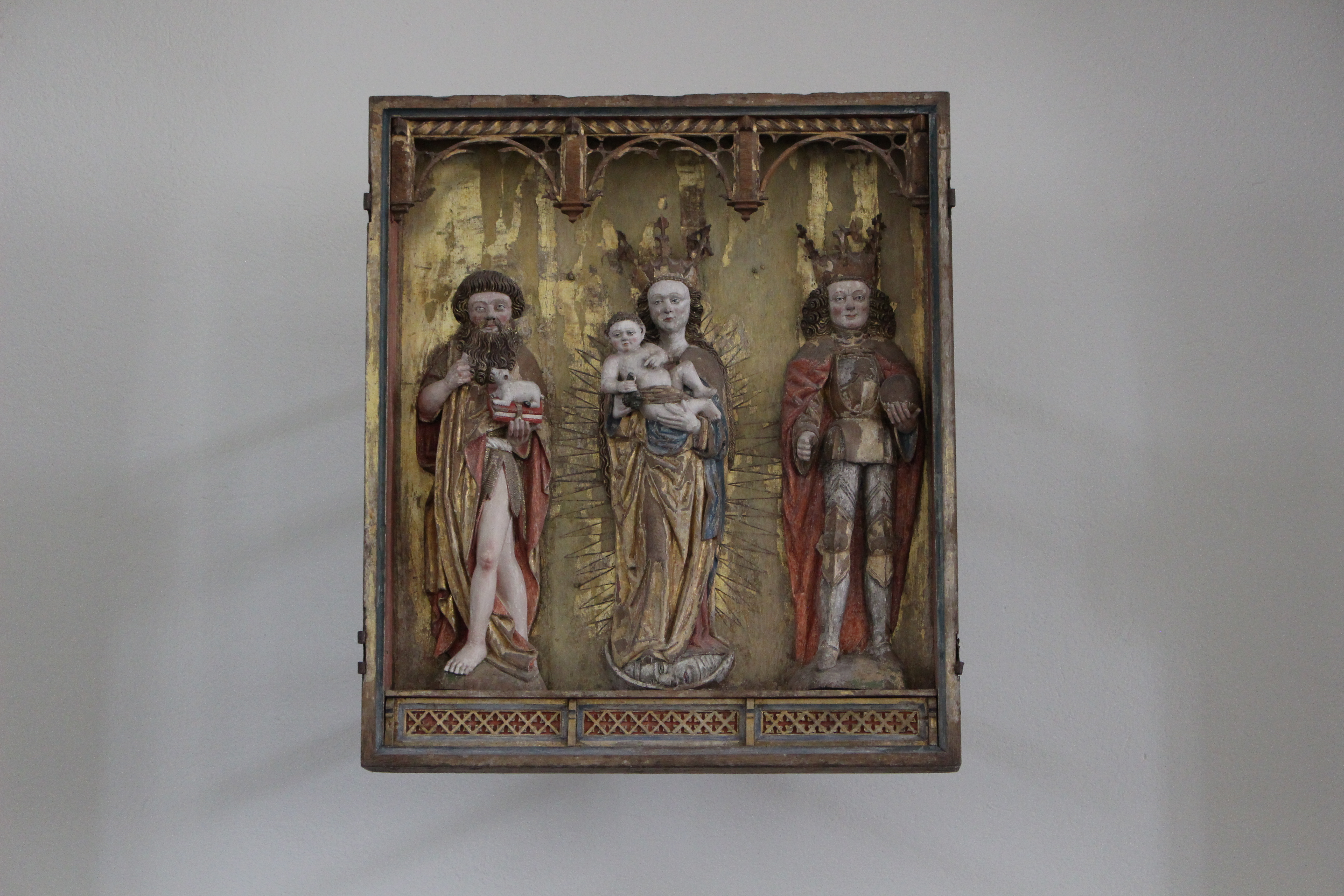
Fragment av altarskåp på östra korväggen
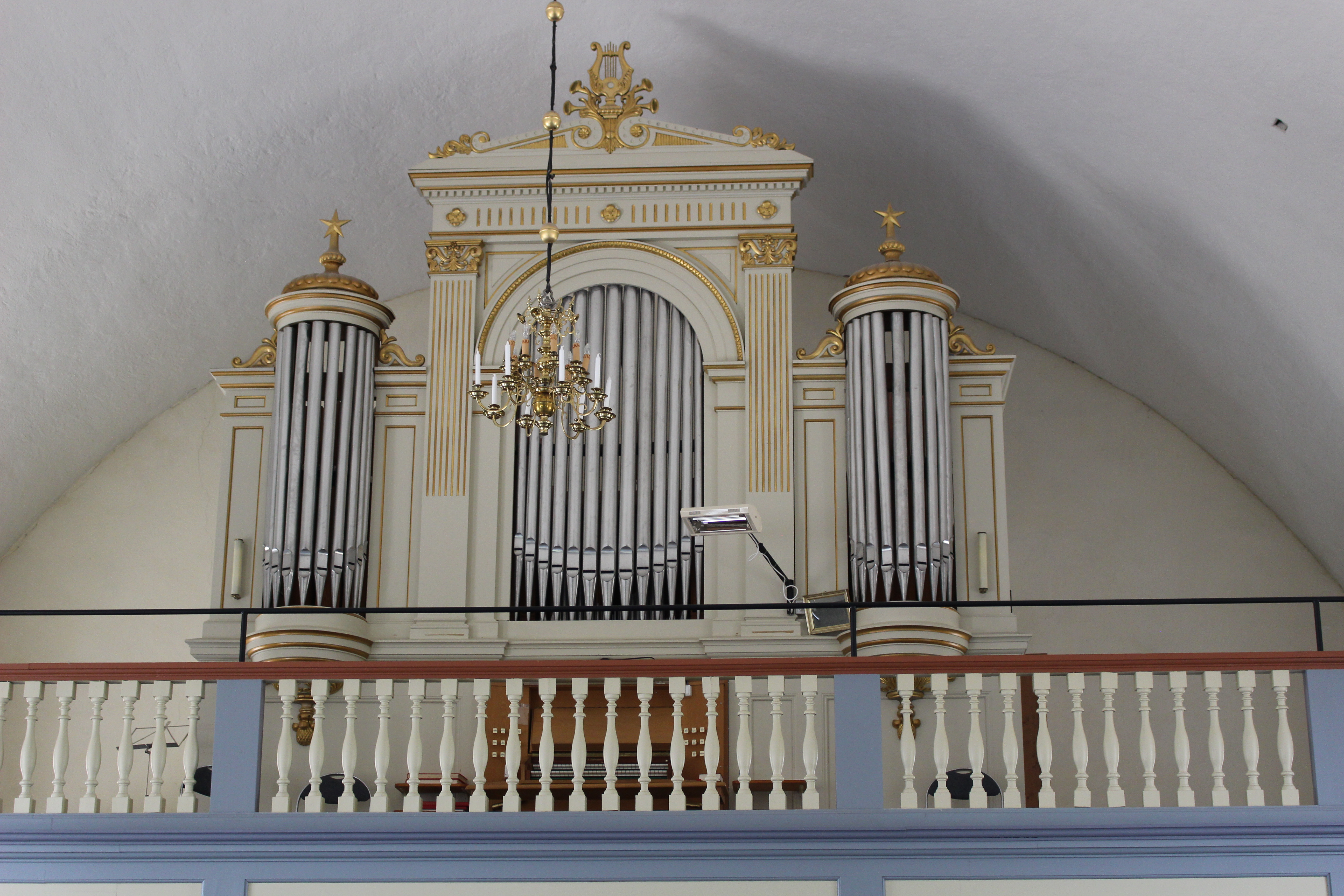
Orgel på läktaren i väster
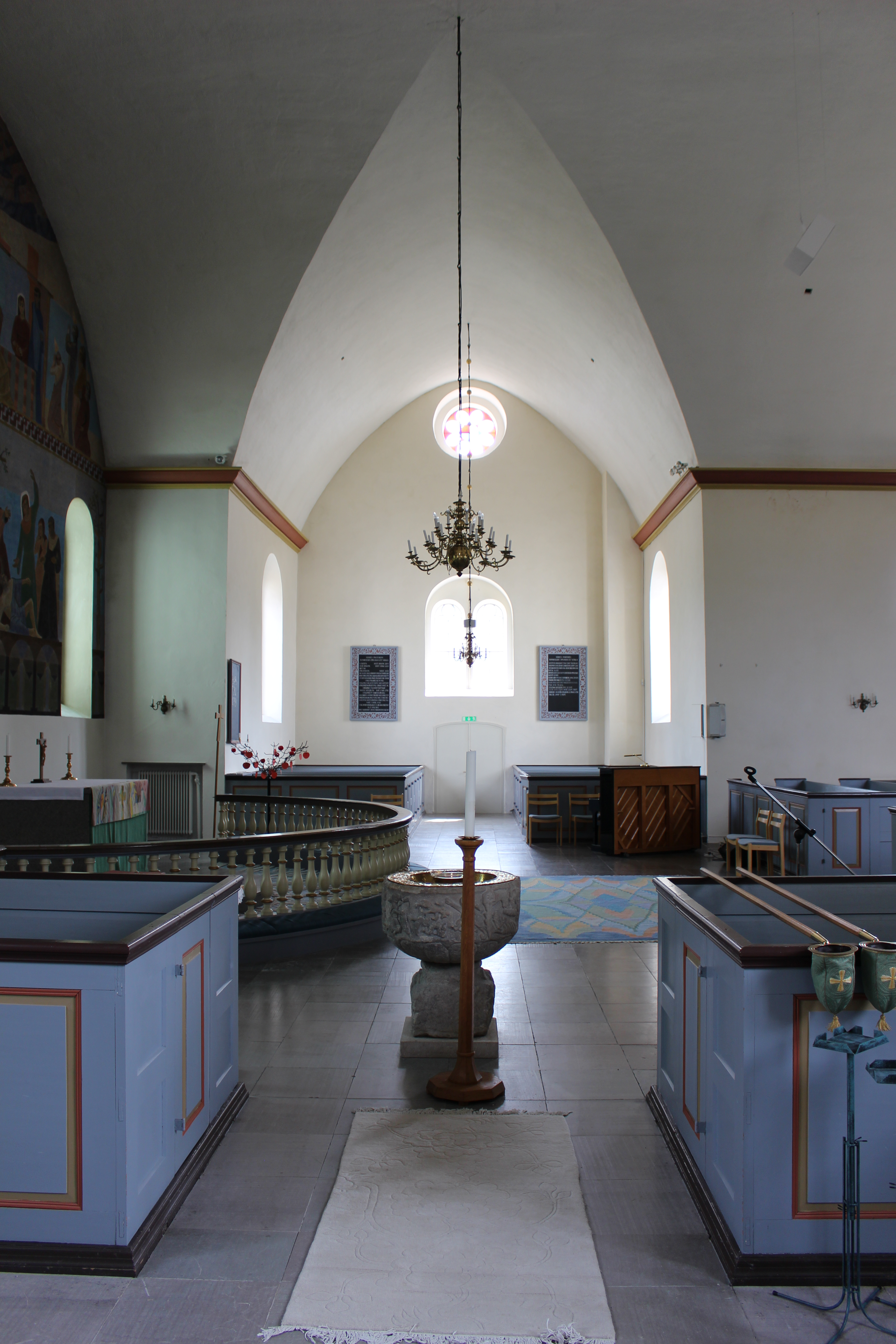
Södra korsarmen
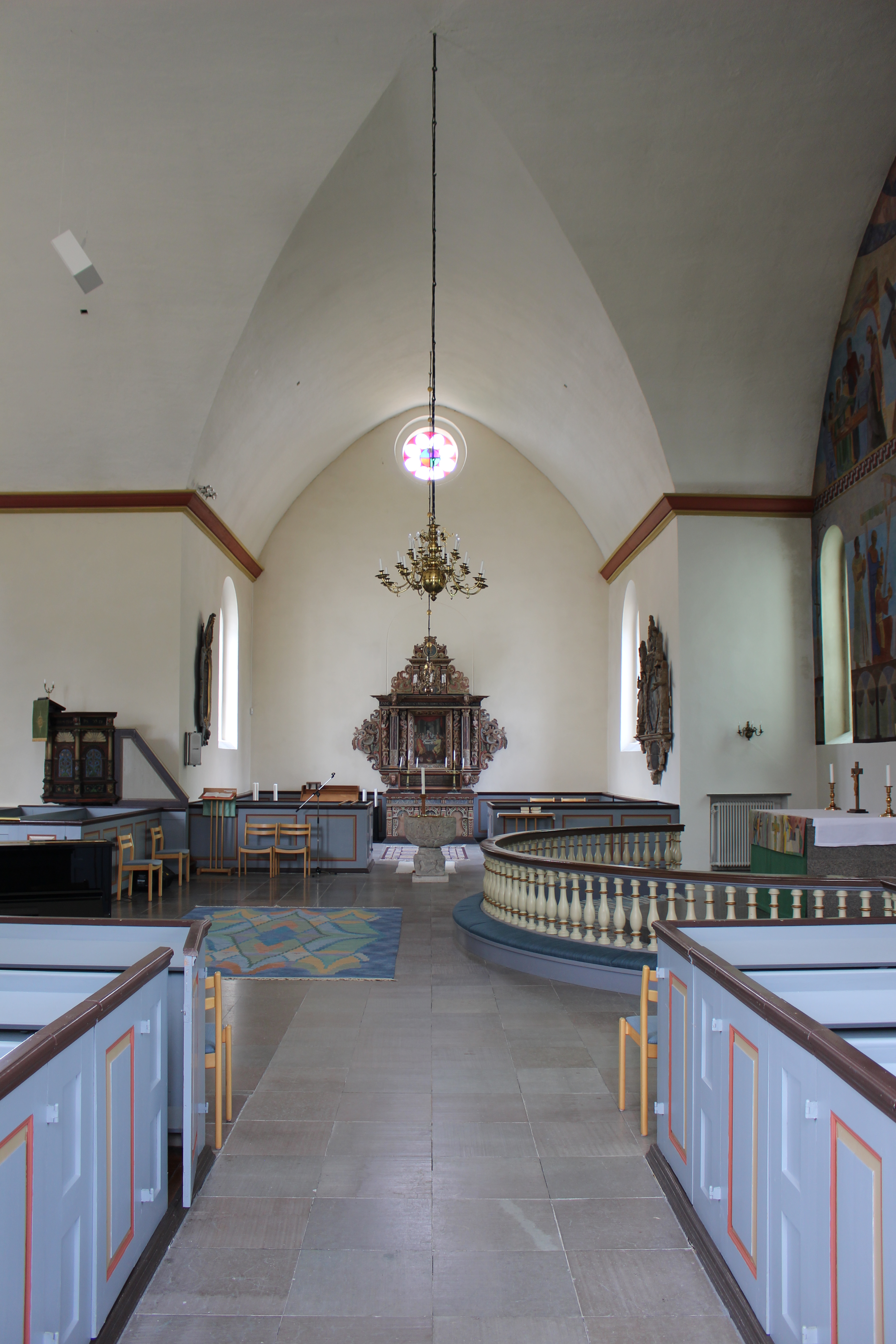
Norra korsarmen
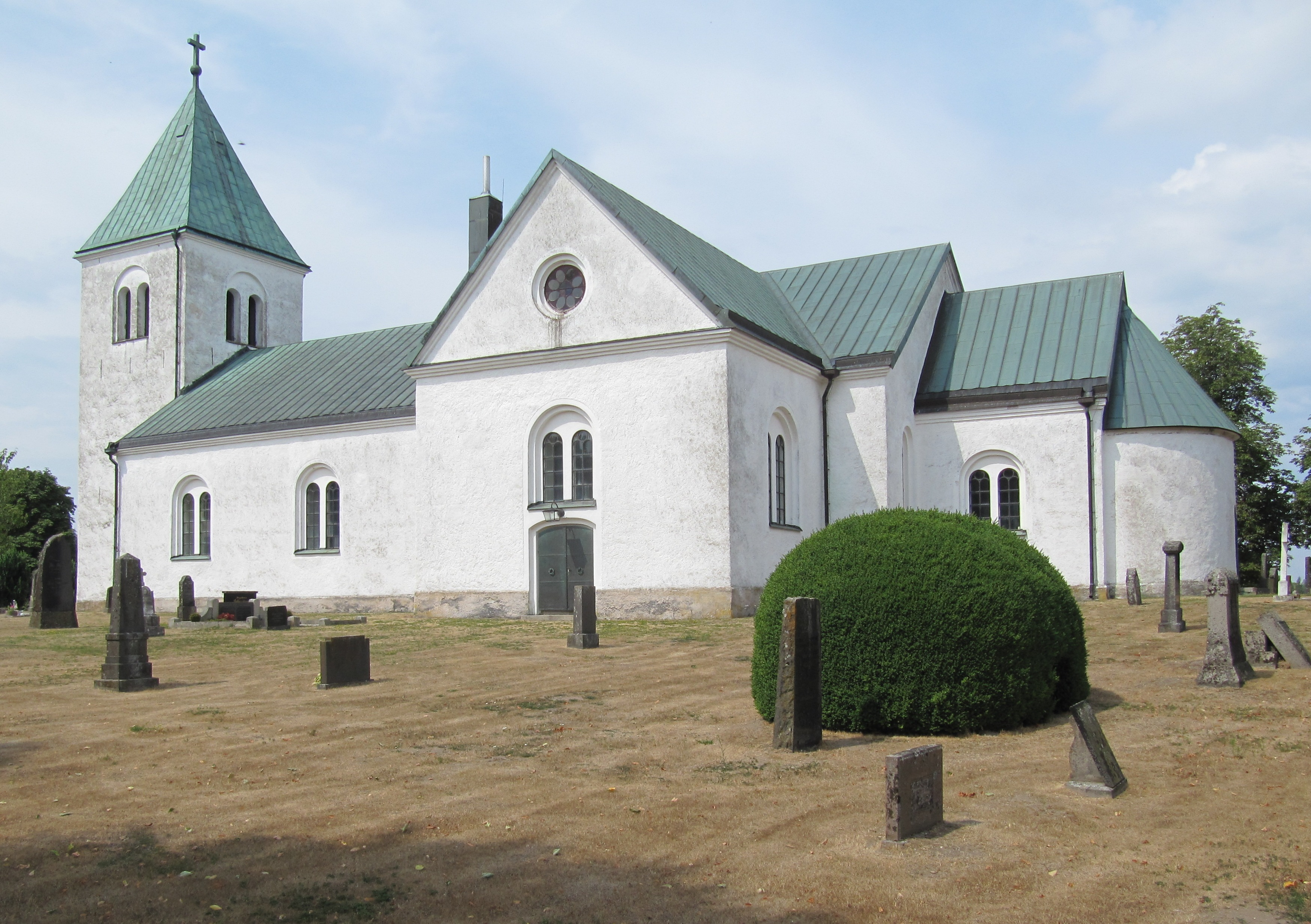
Kyrkan från söder
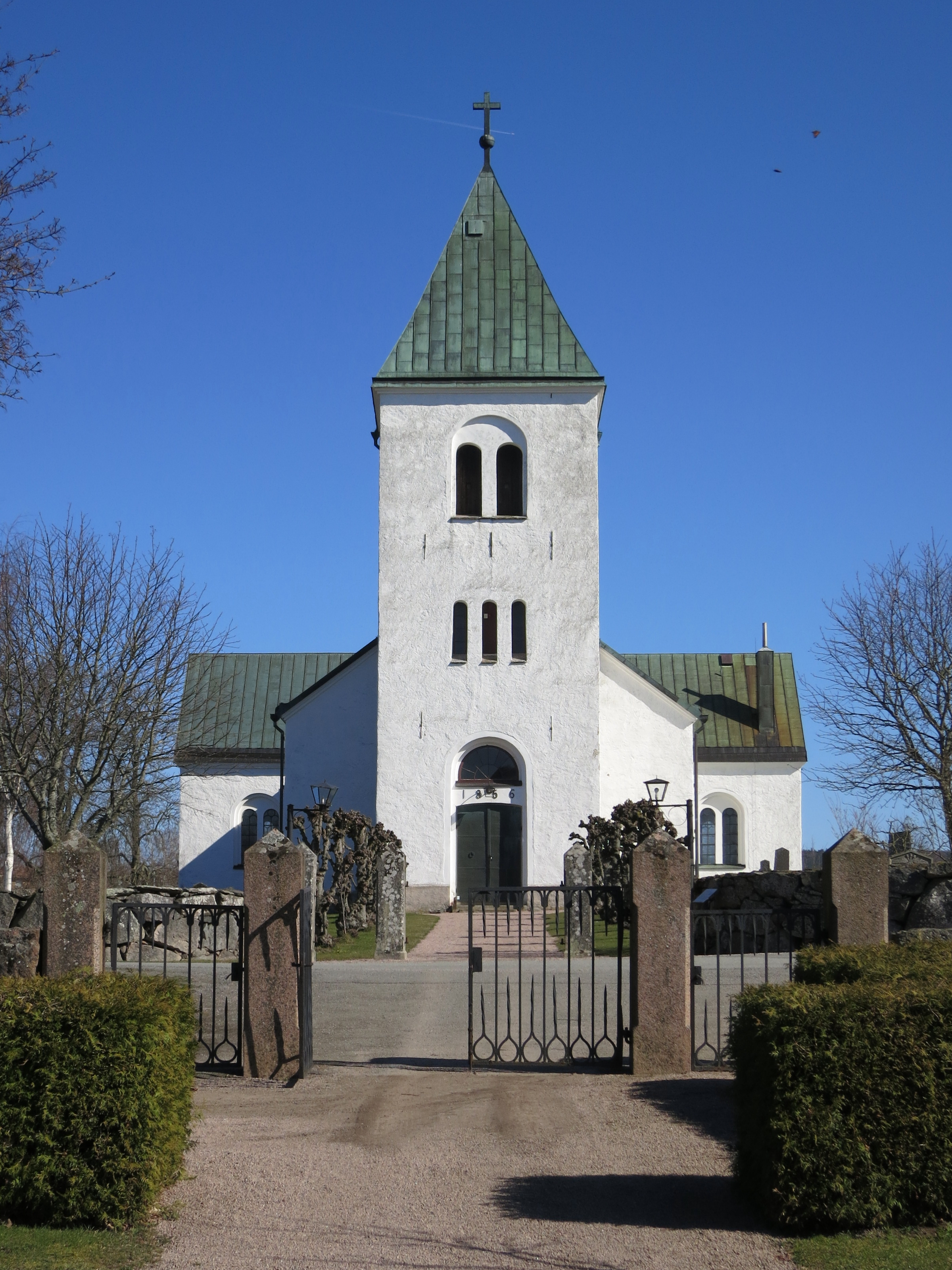
Kyrkan från väster

### Webbkällor
- Svenska kyrkan Oppmanna - Vånga
- Demografisk databas för södra Sverige informerar om Oppmanna kyrka
- kyrkoguiden.se